# Saint-Julien-en-Born
Saint-Julien-en-Born – miejscowość i gmina we Francji, w regionie Nowa Akwitania, w departamencie Landy.
Według danych na rok 1990 gminę zamieszkiwało 1285 osób, a gęstość zaludnienia wynosiła 18 osób/km² (wśród 2290 gmin Akwitanii Saint-Julien-en-Born plasuje się na 336. miejscu pod względem liczby ludności, natomiast pod względem powierzchni na miejscu 68.).